# Xã Morgan, Quận Cleburne, Arkansas
Xã Morgan (tiếng Anh: Morgan Township) là một xã thuộc quận Cleburne, tiểu bang Arkansas, Hoa Kỳ. Năm 2010, dân số của xã này là 537 người.